# Rheum cordatum
Rheum cordatum är en slideväxtart som beskrevs av Losina-losinsk.. Rheum cordatum ingår i släktet rabarbersläktet, och familjen slideväxter. Inga underarter finns listade i Catalogue of Life.